# Silber-Röhrling
Der Silber- oder Sommer-Röhrling (Butyriboletus fechtneri, Syn.: Boletus fechtneri) ist eine Pilzart aus der Familie der Dickröhrlingsverwandten.

## Merkmale

### Makroskopische Merkmale
Der Hut des Silber-Röhrlings ist halbkugelig bis polsterförmig und erreicht einen Durchmesser von 6–18, manchmal auch 25 cm; im Alter kann er etwas verflachen. Bei jungen Fruchtkörpern ist der Hut grauweiß bis silbergrau oder fast reinweiß und spürbar faserig-filzig. Später ist er von graubräunlicher Farbe und glatter werdend (verkahlend); selten kann er auch rosabräunlich getönt sein. Bei Berührung läuft die Oberfläche bräunlich bis rötlich an. Die Röhren sind zitronen- bis goldgelb gefärbt; bei Berührung bekommen sie eine blaue Farbe. Die Poren besitzen die gleiche Tönung wie die Röhren, können aber rötlichbraun überhaucht sein; sie verfärben sich nach Berührung ebenfalls blau.
Der Stiel des Pilzes wird zwischen 5–12 cm lang und 2–4 cm dick. Jung besitzt er eine bauchige Form, später ist er zylindrisch bis keulig ausgebildet. Die Basis läuft oft spitz zu. Die Oberfläche ist blass- bis cremegelb gefärbt und mit einem feinen gelben Netz überzogen. Im unteren Bereich ist eine schmale rötliche Zone vorhanden.
Das Fleisch (Trama) ist hellgelb. Es färbt sich bei Verletzung im Hut himmelblau und im unteren Stielbereich rötlich. Dazwischen erscheint eine blassblaue oder leicht grünlichblaue Tönung. Diese Farbverteilung kommt so nur beim Silber-Röhrling vor. Nach einigen Stunden verblasst die Färbung zu einem trüben Gelb. Der Geschmack des Fleisches ist mild.

### Mikroskopische Merkmale
Die Sporen des Silber-Röhrlings sind spindelig geformt und messen 30–40 × 9–13 Mikrometer. Die sie tragenden Basidien sind 30–40 × 9–13 µm groß. Die Zystiden besitzen eine bauchige bis schmalspindelige oder flaschenförmige Gestalt und eine Größe von 10–15 × 4–6 µm. Die Hutdeckschicht besteht aus verwobenen Hyphen, deren Enden teilweise abstehen, sich später aber niederlegen. Sie sind 3–9 µm dick und besitzen zylindrische, selten keulige Endzellen.

## Artabgrenzung
Der Silber-Röhrling ist mit anderen grauhütigen, gelbporigen Röhrlingen zu verwechseln. Dazu zählen der Wurzelnde Bitter-Röhrling (Boletus radicans) und der Schönfuß-Röhrling (Boletus calopus), die beide bitter schmecken. Letzterer besitzt außerdem meist einen deutlich roten Stiel. Weiterhin besteht Ähnlichkeit mit dem Fahlen oder Blasshütigen Röhrling (Hemileccinum impolitum), der bereits jung deutliche Brauntöne im Hut aufweist, kein Stielnetz besitzt und sich bei Verletzung nicht verfärbt. Blasshütige Formen des Königs-Röhrlings (Butyriboletus regius) können ebenfalls ähnlich sein. Ihr Fleisch verfärbt sich bei Verletzung ebenfalls nicht.

## Ökologie und Phänologie
Der Silber-Röhrling ist ein recht seltener Pilz, der kalk- und wärmeliebend ist. Er ist in Laubwäldern vor allem unter Buchen zu finden und bevorzugt dabei wärmebegünstigte Baumbestände. Er kommt auch in Eichen-Hainbuchenwäldern vor.
Wie andere Dickröhrlingsverwandte ist der Silber-Röhrling gemeinsam mit anderen Arten der Gattungen Butyriboletus und Boletus anzutreffen. Dazu zählen in erster Linie der Blauende Königs-Röhrling (Bu. fuscoroseus), der Königs-Röhrling (Bu. regius) sowie der Falsche Satans-Röhrling (B. legaliae) und außerdem der Bronze-Röhrling (B. aereus), der Anhängsel-Röhrling (Bu. appendiculatus) sowie der Glattstielige Hexen-Röhrling (B. queletii) und manchmal der Satans-Röhrling (B. satanas). Alle genannten Arten sind ebenfalls recht selten.
Die Fruchtkörper erscheinen zwischen Juli und Ende September. Manchmal sind auch Anfang Oktober noch Exemplare zu finden.

## Verbreitung und Gefährdung
Der Silber-Röhrling ist meridional bis temperat verbreitet und in ganz Europa in den Buchengebieten zu finden. Allerdings ist er überall selten. Nach Norden reicht die Verbreitung etwa bis Mittelschweden und England. In Deutschland ist der Pilz im Süden zerstreut bis selten; im Norden ist er besonders selten.

### Gefährdung
Der Silber-Röhrling ist durch seine Vorliebe für basische Böden ein selten gewordener Pilz, für den an zahlreichen Standorten ein Rückgang beobachtet wurde. Auf der Roten Liste der Großpilze Deutschlands ist die Art unter Kategorie 2 (stark gefährdet) aufgeführt.

## Bedeutung
Der Pilz ist essbar, allerdings ist er in Deutschland nach der Bundesartenschutzverordnung geschützt und darf nicht gesammelt werden.